# سيلفيا هيوت
سيلفيا هيوت (بالإنجليزية: Sylvia Huot)‏ هي ناقدة أدبية أمريكية وبريطانية، ولدت في 24 يناير 1953.